# T-shirt (singel)
T-shirt – drugi singel Eweliny Lisowskiej, wydany 25 maja 2018 roku przez wytwórnię Universal Music Polska, promujący jej czwarty album studyjny Cztery.

## Geneza utworu i historia wydania
W opisie utworu opublikowanego w serwisie YouTube napisano, iż:

Nowy singiel zapowiadający nową płytę Eweliny Lisowskiej, która ukaże się już w czerwcu!
„T-shirt” to humorystyczna piosenka o dziewczynie szukającej miłości wielkiej jak rozmiar L. Uważa się za najlepszą kandydatkę na wybrankę czyjegoś serca. Można ją zabrać zarówno na obiad do mamy jak i na mecz z kolegami, a wszędzie się świetnie sprawdzi i odnajdzie. Piosenka jest utrzymana w rytmie disco, a gitara nadaje funkujący charakter. Kolorowy i przerysowany klip, podkreśla żartobliwość utworu.

## Lista utworów
- Digital download

1. „T-shirt” – 3:34

## Notowania

### Pozycje na listach airplay
| Kraj   | Lista (2022)      | Najwyższa pozycja |
| ------ | ----------------- | ----------------- |
| Polska | AirPlay – Top     | 21                |
| Polska | AirPlay – Nowości | 2                 |